# Keltischer Neopaganismus
Keltischer Neopaganismus oder Keltisches Neuheidentum (Celtic Neo-Paganism) ist ein Oberbegriff für neuheidnisch-keltische Ideologien und Bewegungen, wobei vor allem vier Hauptrichtungen unterschieden werden können: die „Modernen Druiden“ oder „Neodruidentum“, die vom Wicca-Kult beeinflussten „Keltischen Hexen“, der so genannte „keltische Neoschamanismus“ sowie die sich selbst so bezeichnenden „Neokelten“ oder Celtic Reconstructionists (auch Neukeltentum bzw. Neo-Celtae).
Neben ernsthafteren Versuchen, die keltische Religion wiederzubeleben, existieren auch viele reine Neuerfindungen wie das „Keltische Baumhoroskop“, der „Keltische Baumkalender“, „Das keltische Mondrad“, das „Druidenyoga“ Wyda, „Celtic Reiki“, das „Druiden-Tarot“, das „welsche Bardenalphabet“ oder das magische System der „Coelbren“, die lediglich phantasievolle Angebote des Esoterikmarktes sind und trotzdem von vielen „keltischen Neuheiden“ übernommen werden.

## Modernes Druidentum
Die Bewegung der „Neuen Druiden“ hat ihre Wurzeln zum Teil in der britischen Freimaurerei sowie in der Keltenromantik des 19. Jahrhunderts, ausgelöst vor allem durch die Werke des walisischen Dichters Edward Williams (1747 bis 1826). Williams, der sich selbst Iolo Morganwg nannte, war Herausgeber des vieldiskutierten Werkes „Barddas“, welches von einigen bis heute als authentische Kompilation mittelalterlicher, walisischer Bardentexte angesehen, von anderen jedoch für eine Fälschung Williams’ gehalten wird. Er gründete 1792 den Gorsedd of Bards, eine Bardenvereinigung, die an mittelalterliche Druiden-Traditionen anschließen sollte und bis heute besteht.
Aus dem ersten nicht explizit freimaurerisch inspirierten und 1781 von Henry Hurle begründeten Ancient Order of Druids und dem „Freimaurerischen Druidenorden“ 1874 von Wentworth Little gegründeten Ancient and Archaeological Order of Druids (der ursprünglich nicht als neuheidnischer Orden, sondern als rein humanitäre Organisation im Geiste der Freimaurerei gedacht war und unter anderen Namen in Form zahlreicher Abspaltungen auch bis heute nur als solche agiert) entstanden zahlreiche Nachfolgeorden und Absplitterungen, die sich mitunter gegenseitig ergänzten und beeinflussten. Die heute einflussreichste und bekannteste Vereinigung dieser Synthese zweier aus dem britischen Okkultismus entstandenen Orden stellt wohl der von Ross Nichols 1964 als Abspaltung des Ancient Druid Order gegründete Order of Bards Ovates and Druids (OBOD) dar. Jedoch gibt es zahlreiche weitere Orden und Vereinigungen wie den British Druid Order (BDO), den Ancient Order of Druids in America (AODA), die Reformed Druids of North America (RDNA), die Ar nDraiocht Fein (ADF) und die Henge of Keltria.
Obwohl sich die Neodruiden stark mit antikem Keltentum und britischer Mythologie befassen, stellt das Druidentum doch eine neue und eigenständige Religion dar, bei der es zentral um Naturverehrung und Astralmystik geht. Die Neodruiden halten Sonnenwendfeiern ab und verehren als oberste Gottheit die „Mutter Natur“. Die religiösen Feiern finden in „Heiligen Hainen“ sowie alten Monumenten der Megalithkultur wie Stonehenge statt. Ihre Orden oder Logen bezeichnen die Neodruiden selbst als „Groves“ oder keltisierend „Nemeton“. Es gibt in den meisten Orden ein System von Rängen, das sich offiziell auf die Ränge oder Titel der mittelalterlichen irischen Filid und Druidinnen beruft, inoffiziell jedoch wahrscheinlich eher auf freimaurerische Tradition zurückzuführen ist. Das moderne Druidentum ist mittlerweile eine über 200 Jahre alte Tradition, deren Haupteinflussgebiete vor allem in Großbritannien und Frankreich liegen, obgleich es auch in Deutschland, der Schweiz und der USA zahlreiche Neodruidenorden von einiger Bedeutung gibt. Die Mitglieder der britischen Druids Society sind die einzigen Personen, denen es offiziell gestattet ist, das Gelände von Stonehenge zu betreten und dort bei bestimmten Ereignissen wie Winter- und Sommersonnenwenden und Frühlings- wie Herbst-Äquinoktienrituale durchzuführen.

## Zeitgenössisches keltisches Hexentum
Keltisches Hexentum (en. Celtic Witchcraft) ist eine Form des keltischen Neuheidentums, die auf einem losen Synkretismus keltischer (zumeist irischer und walisischer) Symbolik mit Elementen der Wicca Religion beruht. Celtic Wicca dient oft als allgemeiner Überbegriff, wobei auch von Celtic Witchcraft gesprochen wird, um den keltischen Wicca-Synkretismus vom traditionellen british traditional Wicca zu unterscheiden. Celtic Witchcraft stellt somit eine keltisch inspirierte Form von „Neo-Wicca“ dar, der sich häufig freifliegende Hexen angehörig fühlen und in der Selbstinitiation gängig ist.

## Keltistischer Neoschamanismus
Als „keltischer Neoschamanismus“ bezeichnet sich eine stark vom Core-Schamanismus beeinflusste neuheidnisch-keltische Bewegung, die vor allem seit den frühen 1980er Jahren von britischen Autoren wie Tom Cowan sowie John und Caitlin Matthews popularisiert wurde. Erfahrungen und Techniken des von dem Amerikanischen Ethnologen Michael Harner entwickelten Kern-Schamanismus werden hierbei mit Elementen aus der irischen und kymrischen Sagenwelt sowie britannischem „magischem“ Volksbrauchtum kombiniert, um den (angeblich) „ursprünglichen keltischen Schamanismus“ wiederzubeleben. Zentraler Aspekt des „keltischen Neoschamanentums“ ist die Erfahrung der „Anderswelt“, die mit der Welt der keltischen Götter und Geister identifiziert wird. Die keltischen Schamanen gehen von einem ewigen „schamanischen Bewusstsein“ aus, das von den verstorbenen Ahnen bewahrt wird und das der keltische Schamane durch eine Astralreise von diesen erlangen kann.
Die keltischen Neo-Schamanen interpretieren die keltische Religion als Verehrung der Natur und der Ahnengeister und machen oft Gebrauch von halluzinogenen Substanzen, um sich in Trance zu begeben und die Welt dieser keltischen Geister zu besuchen, wobei sich die keltischen Schamanen auf Sagengestalten wie Taliesin berufen, die ebenfalls als sterbliche Menschen die Anderswelt bereist haben sollen. Des Weiteren beinhaltet der Glaube der modernen keltischen Schamanen die Lehre von der Wiedergeburt sowie Ansätze ganzheitlicher medizinischer Lehren.

## Keltistischer Rekonstruktionismus
Der Begriff „Keltischer Rekonstruktionismus“ bezieht sich auf die Idee einer rekonstruierten heidnischen Religion, die etwa Mitte der 1970er Jahre auftauchte und in Margot Adlers 1979 erschienenem Buch „Drawing down the Moon“ diskutiert wurde.
1985 trafen sich in den USA unterschiedliche keltisch-neuheidnische Gruppen in Wisconsin zum Pagan Spirit Gathering. In den frühen 1990er Jahren begann sich der Begriff Celtic Rekonstructionist, abgekürzt CR, zur Beschreibung von Personen, die versuchen, einen authentisch keltischen Weg für moderne Heiden nachzuvollziehen, zu erforschen und wiederzuerschaffen, allmählich durchzusetzen. Dabei bildete vor allem das Internet für die vielen verstreuten kleinen Gruppen ein wichtiges verbindendes Medium. In den deutschsprachigen Ländern setzte sich vor einigen Jahren auch die Selbstbezeichnung „Celtoi“ durch, die jedoch nicht von allen deutschsprachigen CR allgemein übernommen und akzeptiert wird. Weitere Bezeichnungen, teils übergreifend für rekonstruierte keltische Religion, teils als Bezeichnungen lokaler Gruppen: „Cretima Celtica“, „Senobessus“, „Areisesta“, „Vida Celtica“, „Senistrognata“. Einige der größeren Gruppen oder Organisationen sind: Celtoi.Net (D), Celtoi e.V (D), Fálachus (Ir), Ildiachus Gaelach (IR, UK), IMBAS (USA), Óenach (Ir, UK), Pagánachd (USA), Tairis (UK), Tuacondate (USA).
Entgegen einem weit verbreiteten Missverständnis soll nicht die vorchristliche Religion der Kelten in unverfälschter Form wiederbelebt werden (was die CR Bewegung als „spiritual reenactment“ bezeichnet), sondern es wird die Schaffung einer modernen Tradition, einer Komposition aus modernen Ideen inspiriert durch frühe keltische Glaubensvorstellungen angestrebt, die die alten Quellen und Arbeiten aus Wissenschaft und Archäologie respektiert. Andere Quellen der Inspiration sind volkskundliche Quellen wie die Carmina Gadelica. Oft sind Gebete und Zaubersprüche heidnische Adaptionen aus der christlichen, mittelalterlichen inselkeltischen Literatur. Gleichzeitig werden all jene Dinge der frühen keltischen Religionen abgelehnt, die für moderne Gläubige inakzeptabel sind, wie Menschenopfer, Sklaverei und patriarchale Elemente dieser frühen Gesellschaften.
Die Gruppen sind zumeist klein und können verschiedenste Arten von Gemeinschaften wie Haushalte, Familien oder Haine umfassen. Ein keltischer Stammbaum wird nicht als notwendig angesehen.
Der Weg ist polytheistisch (Vielgötterei) und animistisch (Allbeseeltheit). Es wird angenommen, dass zahlreiche Entitäten in der Welt aktiv sind, die in das persönliche Leben eingreifen, es beeinflussen und auf die Handlungen des Menschen reagieren. Zwischen Gottheiten, Ahnen und Naturwesen wird nicht strikt getrennt. Tieren, Bäumen, Berge, Flüsse, heilige Quellen und anderen Naturerscheinungen und auch von Menschenhand geschaffenen Dinge wird eine Beseeltheit zugesprochen.
Die Ethik basiert auch auf traditionellen Quellen wie z. B. den irischen und walisischen Triaden, den Brehon Laws oder den Lehrsprüchen des Morann.
Die übliche Art der Verehrung ist die Andacht, zu der Göttinnen und Götter, Naturgeister und Ahnen als Gäste eingeladen und Speise und Trank, Räucherwerk und andere Dingen geopfert werden. Wie bei den Kelten üblich, werden Ritualgegenstände zerbrochen oder anderweitig zerstört, bevor sie durch Niederlegung, Versenkung in einem Gewässer oder Verbrennung in einem Opferfeuer dargebracht werden. Orte der Verehrung sind kleine Altäre, Schreine oder Anhäufungen von Steinen innerhalb der Wohnung oder in der freien Natur.
Der keltische Rekonstruktionismus feiert die vier altirischen Hauptfeste Samhain, Imbolc, Beltaine und Lughnasadh. Die Bezeichnungen der Feste können daher auch gallisch, kornisch, walisisch, manx, bretonisch oder schottisch-gälisch sein. Gallische und festlandkeltische CR-Anhänger feiern die Feste üblicherweise unter Verwendung einer modifizierten Form des Coligny-Kalenders.
Interessant ist in diesem Zusammenhang die jüngst erfolgte Rekonstruktion einer keltischen Säule in Neuwied-Irlich.

## Andere Erscheinungsformen
Hinzu kommen Formen von „Brauchtums-“ oder „Folklore-Paganismus“, die modernes und neuzeitliches Volksbrauchtum als Überreste vorchristlicher, keltischer Religiosität ansehen. Im englischsprachigen Raum zählen hierzu unter anderem der Celtic-Traditionalism (auch Gaelic-Traditionalism, Welsh-Traditionalism usw.). Letztere wurden nach Ansicht einiger Neuheiden uminterpretiert im keltischen Christentum, im irischen Katholizismus, in Volksbräuchen aus Irland, Schottland, Wales und der Bretagne, lebendigem oder wiederbelebtem Kobold- und Feenglauben und den Lehren der Culdeer und des Pelagius und Johannes Scottus Eriugena, die auch im modernen Druidentum rezipiert werden. Zu Autoren dieser Strömung des keltischen Christentums zählen u. a. John O’Donohue und Phyllida Anam-Aire. Im deutschsprachigen Raum wird eine Form von „Volkstümlichem-Heidentum“, ohne stärkeren Bezug auf das Christentum, unter anderem von Manfred Böckl, Inge Resch-Rauter, Georg Rohrecker und – teilweise – Wolf-Dieter Storl vertreten und äußert sich etwa unter dem Namen „Alpenschamanismus“. Manche Gruppen sehen auch Perchten-, Krampus- und Fasnetsbräuche sowie Laubmann-, Jul-, Lichtmess-, Johanni-, Oster-, Maifest-, Schnitterfest-, Kräuterweih- und sogar Nikolaus-Bräuche in diesen Traditionen.